# Omar Monterde
Omar Monterde Villaescusa (Valencia, 24de marzo de 1989) es un futbolista español que se desempeña como centrocampista en el Recambios colón  de Lliga comunitat

## Trayectoria
Monterde, nacido en Valencia, es un centrocampista formado en el Levante U. D., tras llegar al Atlético Levante U. D. de Tercera División. El 30 de marzo de 2009 debutó con el primer equipo del Levante U. D. en la Segunda División de España, tras sustituir a Miguel Pérez en el encuentro disputado frente al Nàstic de Tarragona.
Durante la temporada 2011-12 firmó con el C. D. Alcoyano de Segunda División, pero en el mercado de invierno se marcharía al Valencia C. F. Mestalla del grupo III de la Segunda División B. 
En verano de 2012 firmó con la U. D. Melilla del Grupo IV de la Segunda División B.
En verano de 2013 firmó con el C. D. Acero de Tercera División en el que jugaría hasta enero de 2014, cuando firmó por el C. D. Castellón en el que jugaría durante temporada y media. Durante la segunda temporada en el conjunto albinegro, Ramón Calderé lo utilizaba tanto de interior como de lateral en la que llegó a jugar 40 partidos y anotar 8 goles para jugar el play-off de ascenso a Segunda División B que finalmente se frustró para los castellonenses y supuso el ascenso del Linares Deportivo.
Tras acabar su contrato con el C. D. Castellón emprendió su primera aventura polaca para jugar en las filas del Legionovia Legionowo de la II Liga de Polonia durante la temporada 2015-16, donde jugó 18 partidos y anotó 6 goles. En la siguiente temporada formó parte del Bytovia Bytow de la I Liga de Polonia en el que jugó 19 partidos con el conjunto polaco, 12 de ellos como titular.
En verano de 2017 pasó por el Linares Deportivo para acabar la temporada 2017-18 en el Lincoln Red Imps F. C. gribraltareño.
Tras ganar la Liga Nacional de Gibraltar con el Lincoln Red Imps F. C., se marchó a Polonia para jugar con el club GKS Tychy de la Fortuna 1 Liga, la Segunda División de Polonia, club con el que finalizó 5.º clasificado y, tras hacer una buena temporada, acabó en el once ideal de dicho campeonato.
En verano de 2019 firmó con el Olimpia Grudziądz, recién ascendido a la I Liga de Polonia, en el que jugaría durante la primera vuelta de la competición.
El 25 de febrero de 2020 cambiaría de equipo para regresar al GKS Tychy. Al término de la temporada volvió al fútbol español tras fichar por el Zamora C. F. El 26 de enero de 2021 rescindió su contrato y cinco días después fichó por la  F. E. Grama.
De cara a la campaña 2021-22 se unió a la A. E. Prat. En enero abandonó el club para volver a la F. E. Grama. La temporada siguiente regresó al fútbol valenciano y jugó para el San Antonio de Benagéber C. F. y el C. F. Gandia.

## Clubes
| Club                           | País      | Año           |
| ------------------------------ | --------- | ------------- |
| Atlético Levante U. D.         | España    | 2008-2011     |
| U. D. Puçol (cedido)           | España    | 2010          |
| Mislata C. F. (cedido)         | España    | 2010-2011     |
| C. D. Acero                    | España    | 2011          |
| C. D. Alcoyano                 | España    | 2011          |
| Valencia C. F. Mestalla        | España    | 2012          |
| U. D. Melilla                  | España    | 2012-2013     |
| C. D. Acero                    | España    | 2013-2014     |
| C. D. Castellón                | España    | 2014-2015     |
| Legionovia Legionowo           | Polonia   | 2015-2016     |
| Bytovia Bytow                  | Polonia   | 2016-2017     |
| Linares Deportivo              | España    | 2017-2018     |
| Lincoln Red Imps F. C.         | Gibraltar | 2018          |
| GKS Tychy                      | Polonia   | 2018-2019     |
| Olimpia Grudziądz              | Polonia   | 2019-2020     |
| GKS Tychy                      | Polonia   | 2020          |
| Zamora C. F.                   | España    | 2020-2021     |
| F. E. Grama                    | España    | 2021          |
| A. E. Prat                     | España    | 2021-2022     |
| F. E. Grama                    | España    | 2022          |
| San Antonio de Benagéber C. F. | España    | 2022-2023     |
| C. F. Gandia                   | España    | 2023-2024     |
| Llíria U. D.                   | España    | 2024-presente |

## Palmarés

### Campeonatos nacionales
| Título                     | Club                   | País      | Año  |
| -------------------------- | ---------------------- | --------- | ---- |
| Liga Nacional de Gibraltar | Lincoln Red Imps F. C. | Gibraltar | 2018 |